# Armbrustschützengesellschaft in Weimar

Armbrust mit Stahlbogen 16. Jahrhundert

Die privilegierte Armbrustschützengesellschaft in Weimar bestand ausweislich des Armbrustschützenstatuts vom 8. Juni 1680 bis zum Ende des Zweiten Weltkriegs.

## Geschichte
Zur Bewachung der Stadt Weimar sind seit 1398 Armbrustschützen nachweisbar. Die Gesellschaft bestand angeblich bereits seit 1436. Vorläufer von Schützenfesten, sog. Schießhöfe, sind für 1454 und 1455 bekannt. Im Jahr 1585 spalteten sich die Büchsenschützen von diesen ab und bildeten eine eigene Gesellschaft mit eigenem Vereinshaus, dem Schießhaus (Weimar). Der erste gemeinschaftlich mit den Büchsenschützen genutzte Schießgarten lag um 1515 an der Esplanade.
Die dem Bürgertum vorbehaltene Gesellschaft erhielt am 28. November 1765 ein Vereinshaus in der Teinergasse, aus der später die Schützengasse wurde. Goethe, Schiller, Carl August und Liszt weilten hier. Goethe war Ehrenschütze des Vereines. Die Herzöge waren auch dessen Protektor. Johann Peter Eckermann bezeugte für den 20. Oktober 1830, dass auch die Großherzogin Maria Pawlowna in diesem Sinne wirkte. Auch der Schriftsteller Christian August Vulpius war Mitglied der Armbrustschützengesellschaft. Das Haus bildete den Rahmen für zahlreiche Arten von Theateraufführungen und Bällen und sonstigen gesellschaftlichen Betätigungen wie dem Vogelschießen.
Die Armbrustschützengilde in Weimar konnte sich im Unterschied zu anderen Schützengilden, die durch die Büchsenschützen verdrängt wurden und schließlich verschwanden, behaupten. Zur Armbrustschützengesellschaft ist im Thüringischen Hauptstaatsarchiv Weimar eine archivalische Überlieferung vorhanden.
Vom 4. November 2011 bis 29. Januar 2012 präsentierte das Stadtmuseum Weimar die Sonderausstellung "Eingedenk der alten Zeit" Die Weimarer Armbrustschützengesellschaft und ihre wechselvolle Geschichte. Dazu ist auch ein Katalogband erschienen.

## Schützenhaus

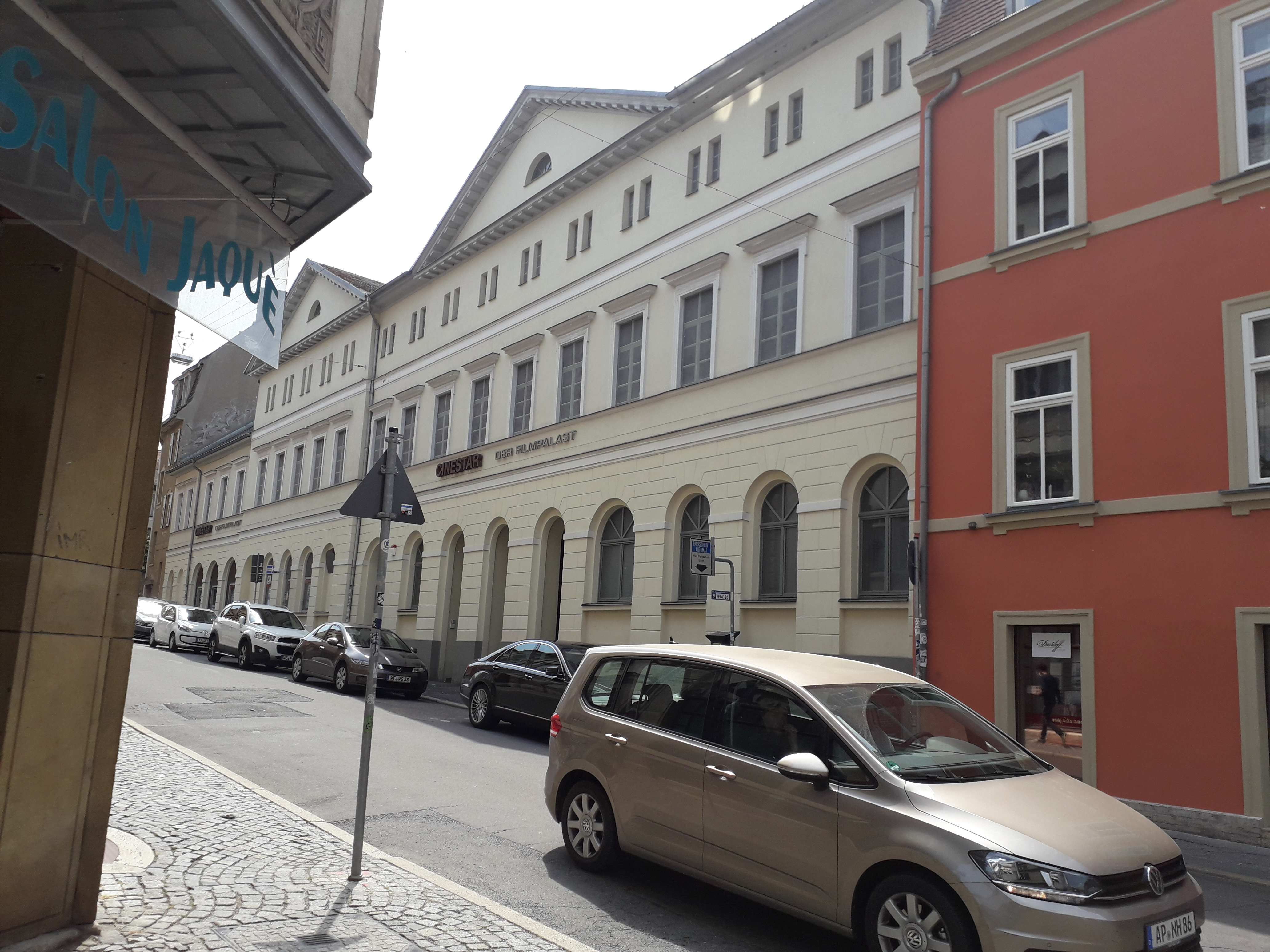
Ehemaliges Haus der Weimarer Armbrustschützengesellschaft

1837 errichtete Clemens Wenzeslaus Coudray ein neues Schieß- und Gesellschaftshaus durch in der Schützengasse 14. Der Entwurf hat sich nicht erhalten. Der klassizistische Bau hatte in der Mitte einen großen Festsaal, während die Schießübungen sich im Garten abspielten. Dieser Bau hatte zunächst elf Achsen mit einem zum Boden reichenden Mittelrisalit mit Dreiecksgiebel. 1907 erweiterte Rudolf Zapfe das Haus um acht weitere Achsen mit einem weiteren Giebelrisalit. Der bekannte Hoffotograf Louis Held führte in dem Haus der Armbrustschützengesellschaft in Weimar ab 1912 seine Kurzfilme auf. Es ist gewissermaßen auch die Geburtsstunde der Kinematographie in Weimar.
Die sog. Armbrust war das größte Versammlungslokal der Stadt Weimar. Hier versammelten sich überwiegend konservative Weimarer Bürger. Das zeigte sich bereits bei einer öffentlichen Kundgebung am 22. Januar 1920, als gegen das Bauhaus Stimmung gemacht wurde.
Die Nationalsozialisten nutzten das Gebäude bereits vor dem Machtantritt 1933 als Treffpunkt des Weimarer Bürgertums für Tagungen und Kundgebungen. Das Haus diente im Krieg als Lazarett. 1945 wurde die Armbrustschützengesellschaft aufgelöst. Nicht nur die Nähe zu den Nazis bewirkte die Auflösung des Vereins, sondern die Tatsache, dass die Mitglieder Waffenträger waren, was ab 1945 strengstens verboten war. Außerdem wurde im Rahmen der Bodenreform der Grundbesitz über 100 ha Grundfläche enteignet. Das ehemalige Vereinshaus ging in das Eigentum der Stadt Weimar über. Seit 1960 war es als großräumiges Kino genutzt. Es steht nicht einzeln auf der Liste der Kulturdenkmale in Weimar, sondern als Teil der gesamten Schützengasse unter Liste der Kulturdenkmale in Weimar (Sachgesamtheiten und Ensembles), die unter Schutz gestellt ist.